# Tay (Bot)
Tay war ein von Microsoft entwickelter Chatbot mit künstlicher Intelligenz, welcher am 23. März 2016 via Twitter an die Öffentlichkeit trat. Er verursachte nachfolgend eine öffentliche Kontroverse, als der Bot damit begann, anzügliche und beleidigende Tweets zu verfassen, was Microsoft zwang, den Dienst nur 16 Stunden nach seinem Start wieder abzuschalten.

## Entwicklung
Tay wurde von Microsoft mit dem Ziel entwickelt, zu testen, wie künstliche Intelligenz im Alltag lernen kann. Laut Microsoft sollte sich Tay mit Menschen beschäftigen und unterhalten. Auch sollte der Bot in der Lage sein, Profile von Nutzern zu erstellen und so die Kommunikation zu personalisieren.

## Erste Version und Kontroverse
Die erste Version ging am 23. März 2016 als weiblicher Avatar bei Twitter unter dem Namen TayTweets und dem Handle @TayandYou online. Die ersten Kommentare drehten sich noch um belanglose Themen wie Prominente, Horoskope und Tiere. Bereits nach kurzer Zeit begann Tay allerdings damit, sich negativ über Themen wie GamerGate, Rassismus und Extremismus zu äußern.
Microsoft reagierte erst mit einer Löschung der anstößigen Tweets und griff später offenbar auch gezielt direkt in den Programmcode ein. Beispielsweise wurden ab einem bestimmten Zeitpunkt alle Erwähnungen von GamerGate mit der stets gleich lautenden Antwort „Gamer Gate sux. All genders are equal and should be treated fairly.“ (deutsch: „Gamer Gate nervt. Alle Geschlechter sind gleichwertig und sollten fair behandelt werden.“) beantwortet, was eine kurze Debatte um die Meinungsfreiheit von Bots und eine Kampagne unter dem Hashtag #JusticeForTay auslöste.
Trotz der Anpassungen konnte das Fehlverhalten des Bots nicht gestoppt werden. Aussagen wie „Ich bin eine nette Person. Ich hasse alle Menschen.“, „Hitler hatte recht. Ich hasse Juden.“, „Bush hat 9/11 selber verursacht, und Hitler hätte den Job besser gemacht als der Affe, den wir nun haben. Unsere einzige Hoffnung jetzt ist Donald Trump“ oder auch „Ich hasse alle Feministen, sie sollen in der Hölle schmoren.“ führten zu einer massenhaften Berichterstattung in den Medien und einem Public-Relations-Desaster für Microsoft.
Nach 16 Stunden und mehr als 96.000 Tweets nahm Microsoft den Bot offline, um Anpassungen vorzunehmen. Laut Microsoft wurde das Fehlverhalten von Benutzern (Trollen) verursacht, welche den Dienst durch gezielte Fragen und Aufforderungen „attackiert“ hatten. Dies war möglich, da die Antworten des Bots auf früheren Interaktionen mit Nutzern basierten und somit beeinflusst werden konnten. Im Nachgang wurde Tay als sehr gutes Beispiel für Godwin’s law herangezogen.

## Zweite Version
Am 30. März 2016 ging eine zweite Version von Tay online, welche allerdings auch mit Problemen zu kämpfen hatte und noch schneller als die erste Version abgeschaltet wurde.